# شهر بسته

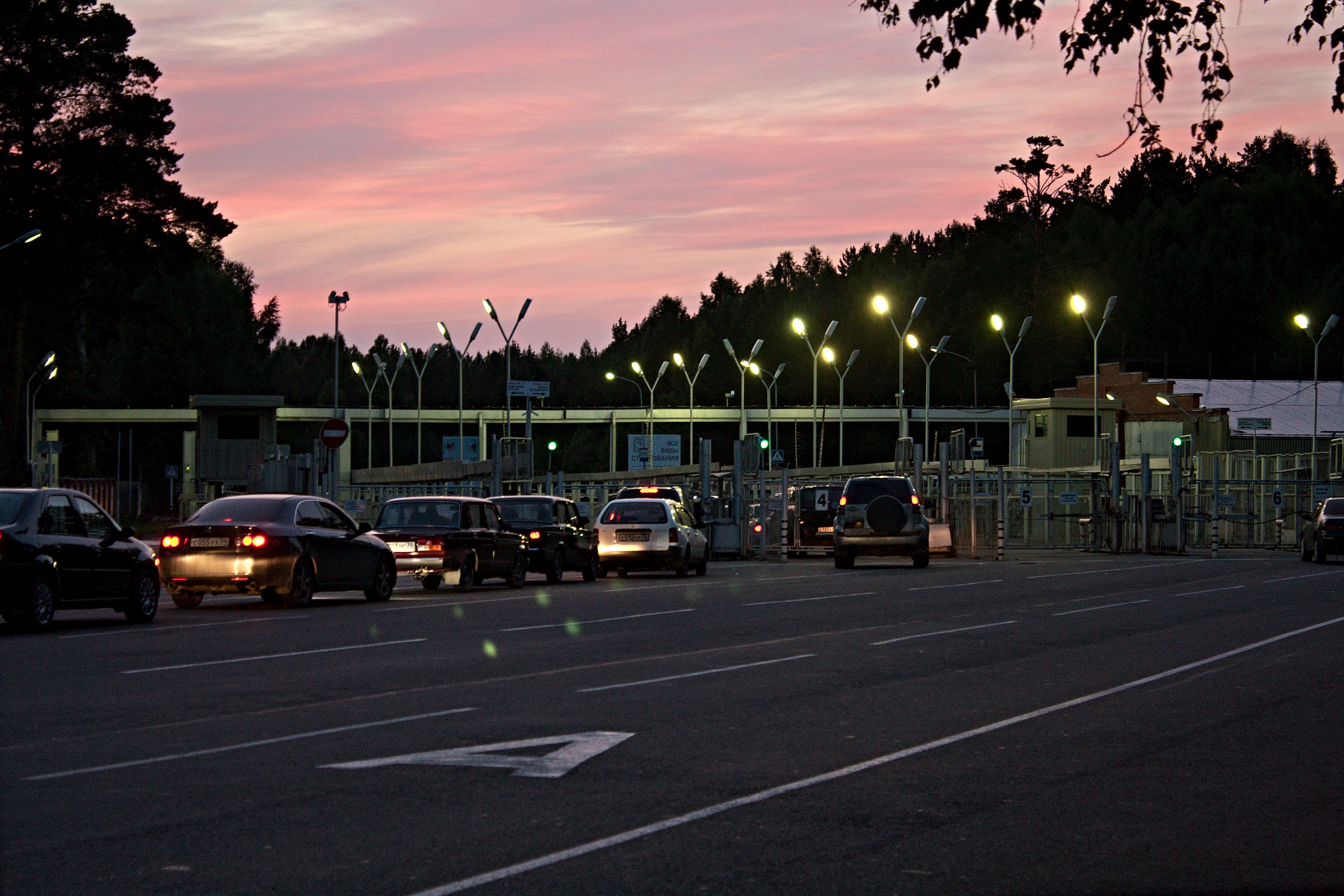
ورودی اصلی شهر بسته سورسک، استان تومسک، روسیه

شهر بسته اصطلاحی است که در مورد دسته‌ای از شهرها در شوروی پیشین یا بلوک شرق به‌کار می‌رفت. شهرهای بسته شهرهایی بودند که مسافرت به آن‌ها و اقامت افراد در آن‌ها مشمول محدودیت‌هایی می‌شد. دلیل ایجاد شهرهای بسته به‌خاطر حضور تأسیسات حساس نظامی و هسته‌ای، ایستگاه رادار یا مرزی بودن آن‌ها بوده‌است. مردم روسیه نخستین بار به‌طور رسمی در سال ۱۹۸۶ از وجود این شهرها آگاه شدند. در آن زمان بیش از یک میلیون نفر در شهرهای بسته زندگی می‌کردند.
تعداد شهرهای بسته در روسیهٔ امروزی رسماً معلوم نیست ولی تخمیناً دو میلیون نفر هنور در این‌گونه شهرها زندگی می‌کنند.
شهرهایی که در حال حاضر از سوی مین‌اتم (وزارت انرژی اتمی روسیه) بسته‌اند عبارت‌اند از:
|    | شهر         | نام شوروی      | استان یا سرزمین      |
| -- | ----------- | -------------- | -------------------- |
| ۱  | لسنوی       | سوردلووسک-۴۵   | استان سوردلووسک      |
| ۲  | نوو-اورالسک | سوردلووسک-۴۴   | استان سوردلووسک      |
| ۳  | ازیورسک۱    | چلیابینسک-۶۵   | سرزمین چلیابینسک     |
| ۴  | ساروف       | آرزاماس-۱۶     | استان نیژنی نووگورود |
| ۵  | سورسک       | تومسک-۷        | استان تومسک          |
| ۶  | اسنژینسک    | چلیابینسک-۷۰   | سرزمین چلیابینسک     |
| ۷  | تریوچگورنی  | زلاتو-اوست-۳۶  | سرزمین چلیابینسک     |
| ۸  | زارچنی      | پنزا-۱۹        | استان پنزا           |
| ۹  | زلنوگورسک   | کراسنویارسک-۴۵ | سرزمین کراسنویارسک   |
| ۱۰ | ژلزنوگورسک۲ | کراسنویارسک-۲۶ | سرزمین کراسنویارسک   |

۱در نزدیکی این شهر (در کیشتیم) در سال ۱۹۵۷ یک فاجعهٔ هسته‌ای بزرگ در کارخانهٔ مایاک رخ داد.
۲بزرگ‌ترین شهر بسته با ۱۰۰٬۴۰۰ نفر جمعیت (۱۹۹۹).